# Meoneura graeca
Meoneura graeca är en tvåvingeart som beskrevs av Willi Hennig 1972. Meoneura graeca ingår i släktet Meoneura och familjen kadaverflugor.
Artens utbredningsområde är Grekland. Inga underarter finns listade i Catalogue of Life.